# Morgan Saylor
Morgan Saylor (n. 26 de octubre de 1994) es una actriz estadounidense. Aparece en la serie de televisión de Showtime Homeland como Dana Brody. Ha actuado en series de televisión comoThe Sopranos, Cirque du Freak: The Vampire's Assistant, Father of Invention, The Greening of Whitney Brown, y K-Ville.

## Primeros años
Saylor nació en Chicago, Illinois Se mudó a Villa Rica, Georgia en Decatur, Georgia a los 2 años y los 10 años.

## Carrera
Saylor había firmado para los campos de actuación con el Departamento de recreación e interpretó el papel del título en Alana en Atlanta en el escenario. También protagonizó como Susan Walker en Miracle on 34th Street. En cuarto grado, se mudó a Los Ángeles para el verano y empezó a hacer audiciones e hizo una voz en OFF de la joven Meadow en Los Soprano en 2006. Cuando tenía 11 años, ella audicionó para el agente de talentos Joy Pervis y fue firmada. Fue una radio comercial y un anuncio de televisión. Interpretó a Annie en Cirque du Freak: The Vampire's Assistant en 2009 y a Claire joven en Father of Invention en 2010. Audicionó para la serie Homeland en diciembre de 2010 e interpretó a Dana Brody en las temporadas 1 a 3.

## Vida personal
Saylor se graduó de la escuela pública en mayo de 2013. Vive en el Área de Bedford–Stuyvesant de Brooklyn, New York, y tiene un pequeño ancla tatuado detrás de la oreja izquierda: su hermano mayor tiene un tatuaje similar, pero en el antebrazo.

## Filmografía
| Año  | Título                                   | Personaje          |
| ---- | ---------------------------------------- | ------------------ |
| 2009 | Cirque du Freak: The Vampire's Assistant | Annie              |
| 2010 | Father of Invention                      | Claire joven       |
| 2011 | The Greening of Whitney Brown            | Annie              |
| 2015 | McFarland, USA                           | Julie              |
| 2015 | Being Charlie                            | Eva                |
| 2016 | White Girl                               | Leah               |
| 2017 | Novitiate                                | Sister Evelyn      |
| 2018 | Anywhere with you                        | Amanda             |
| 2019 | Blow the man down                        | Mary Beth Connolly |
| 2020 | You mean everything to me                | Cassandra          |
| 2023 | A spoonful of sugar                      | Milli              |

| Año       | Título       | Personaje    | Notas |
| --------- | ------------ | ------------ | --- |
| 2006      | The Sopranos | Young Meadow | Episodios: "Mayham" y "Join the Club" No acreditada                                                                                   |
| 2007      | K-Ville      | Lana Roberts | 1 episodio ("AKA") |
| 2011–2013 | Homeland     | Dana Brody   | Serie regular 36 Episodios Nominado – Screen Actors Guild Award para un rendimiento excepcional por un conjunto en una serie de Drama |

## Premios y nominaciones
| Año  | Ceremonia                  | Categoría                                                                        | Trabajo  | Resultado |
| ---- | -------------------------- | -------------------------------------------------------------------------------- | -------- | --------- |
| 2013 | Screen Actors Guild Awards | Rendimiento excepcional por un conjunto en una serie de Drama (shared with cast) | Homeland | Nominada  |
| 2014 | Screen Actors Guild Awards | Rendimiento excepcional por un conjunto en una serie de Drama (shared with cast) | Homeland | Nominada  |